# 埃斯特连克斯
埃斯特连克斯（西班牙語：Estellenchs）是西班牙巴利阿里群岛的一个市镇。总面积13平方公里，总人口347人（2001年），人口密度27人/平方公里。